# Istrobeneščina
Istrobeneščina (tudi istrobeneško narečje) je različica beneščine, oz. italijansko narečje, ki se je govorilo predvsem v Istri, pa tudi  v Furlaniji-Julijski krajini ter ponekod v Istrski županiji in Primorsko-goranski županiji. Danes jo v komunikaciji uporabljajo predvsem posamezni pripadniki avtohtone italijanske narodne skupnosti v Istri (v Sloveniji je to Skupnost Italijanov), pa tudi nekateri tisti Istrani, ki so se iz različnih vzrokov kot optanti izselili v Italijo.

## Zgodovina
Romanizacija Istre, katere žarišče je bil Oglej, je delovala na predromanskem (beneškem, keltsko-ilirskem ali predindoevropskem) substratu in iz tega »regionalnega« latinskega jezika so se razvili istrski romanski jeziki oz. narečja: istriotski na jugu Istre (Šišan, Fažana, Galižana, Vodnjan, Bale, Rovinj) in furlanski tip narečij na severu (Trst, Milje), vendar slednja morda nista avtohtona, temveč uvožena iz Furlanije. Nekateri italijanski jezikoslovci so sicer predlagali hipotezo, da so beneška narečja bolj avtohtona v Istri, vendar večina jezikoslovcev to teorijo zavrača kot neznanstveno, saj je jasno dokazano, da so istrobeneške jezikovne značilnosti beneškega izvora.
Istrobeneščina pričuje o večstoletnem stapljanju vsaj dveh jezikov, ki je v Istri potekalo vsaj od časov Beneške republike, to je italijanščine in slovenščine, ter se je nadaljevalo tudi po ukinitvi Serenissime. Istrobeneščina in istrskoslovensko narečje sta bila skozi zgodovino vedno v stiku, morda že kmalu po naselitvi Slovanov v Istri (okoli leta 800), vendar njun medsebojni vpliv ni bil enako intenziven. 
V predbeneškem obdobju so namreč Istrani poleg svoje materinščine poznali tudi romansko italijanščino, ki je bila nadaljevanje istrske romanščine. V časih beneške oblasti je ta jezik nadomestila istrobeneščina, ki je kmalu postala tudi jezik kulture in administracije.

## Uporaba istrobeneščine v Istri
Ob razmeroma redki rabi knjižne italijanščine, ki je bila v nekaterih zgodovinskih obdobjih (vsaj 1918-1945) v Istri uradni jezik, je bila istrobeneščina vse do ukinitve in razdelitve Svobodnega tržaškega ozemlja tisti romanski mestni idiom oz. poglavitna istrska govorica, tudi za večino vaščanov (ki so v svojih vaseh sicer uporabljali tako slovenski kot hrvaški govor). Pri tem je potrebno poudariti, da vsi Istrani, živeči v podeželskih delih Istre, niso bili dvojezični, nujnost poznavanja tega romanskega narečja se je odražala predvsem pri tistih, ki so pogosto zahajali v mesta, v katerih je imela istrobeneščina vlogo skupnega jezika oz. je bila t.i. »Lingua franca«. Omogočala je občevanje v stiku z meščani priobalnih mest, saj se slovanskim govorcem niso prilagajali, predvsem ravno iz razloga, ker so ti večinoma poleg svoje materinščine obvladali tudi istrobeneško narečje, sami pa dvojezični niso bili, kar se odraža tudi v maloštevilnih slovenizmih v istrskobeneškem govoru.
Dvojezične in večjezične so bile zato npr. t.i. šavrinke, dekleta in žene iz istrskega podeželja, ki so v domačih krajih in v notranjosti Istre nabavljale kmečke pridelke in jih prodajale v istrskih obmorskih mestih in v Trstu, pri tem pa so zagotovo uporabljale tudi istrobeneščino.

### Značilnosti in jezikovni vplivi
Za slovensko istrsko govorico je torej značilno večstoletno prepletanje domačih besed in besed romanskega izvora. Že bežen vpogled tipičnega istrskega besedja razkriva, da so romanizmi (tudi tisti, ki so prevzeti iz istrobeneščine) globoko zakoreninjeni v slovenskem istrskem govoru. Ker samo mrtvi jeziki niso jeziki v stiku, vsak živ jezik, narečje ali govor pa je že po definiciji v stiku z drugojezičnimi vplivi, so tudi izposojenke naravni sestavni del vsakega živega jezika. Domače in že uveljavljene besede pa s svojimi morfološkimi in sintaktičnimi značilnostmi določajo pravila, kako bodo tuji jezikovni elementi v jezik sprejeti in predstavljajo njegov osrednji, tj. jedrni del.

### Današnja uporaba v Istri
Kljub uradni opredelitvi o italijanščini kot maternem jeziku, nekateri sedanji pripadniki avtohtone italijanske narodne skupnosti v Istri (tudi v slovenskih obmorskih naseljih Slovenske Istre in v njihovem neposrednem zaledju) predvsem v medsebojni komunikaciji še uporabljajo istrobeneščino.
Istrobeneščina je po koncu druge svetovne vojne, z množičnim izseljevanjem mestnega italijanskega prebivalstva, v Istri izgubila kar 90 odstotkov svojih govorcev, vendar pa je bila leta 2021 vpisana v uradni Register nesnovne kulturne dediščine Slovenije.